# Organicismo
Si definisce organicismo ogni dottrina filosofica, politica o sociologica che interpreti il mondo, la natura o la società in analogia ad un organismo vivente.
Nell'ambito della filosofia politica e della sociologia l'organicismo teorizza che la società sia basata, oppure suggerisce debba basarsi, sul modello di un organismo vivente, o in senso più stretto, ad un essere umano ove i singoli rappresentano le cellule e gli ordini gerarchici di società, aziende, imprese e governi, siano tessuti, organi e apparati in relazione di interdipendenza fra di loro e quindi senza singole autonomie.
La visione organicistica si contrappone alla visione individualistica che considera la società come il risultato combinato, ma non coordinato e diretto, delle azioni dell'insieme di individui indipendenti.
In alcuni casi si sono ispirate a principi organicistici forme di governo autocratiche, in cui una "testa" comanda, esercitando un potere assoluto, le membra dell'organismo rappresentate dalle varie classi sociali.
L'organicismo è normalmente una visione metaforica della sociologia e della filosofia politica, tuttavia alcuni autori si sono spinti fino a considerare la forma organica della società come una realtà materiale e non meramente speculativa.

## Storia

### Età antica
Una visione politica organicistica la si ritrova in Oriente, nell'antica India con la suddivisione in caste della società basata su una spiegazione mitologica di tipo organicista: nel Rig Veda (VII secolo a.C.), è infatti scritto che le caste derivano dal Puruṣa, l'Uomo cosmico: i brāhmaṇa (sacerdoti) dalla bocca, gli kshatrya (re-guerrieri) dalle braccia, i vaishya (agricoltori) dalle cosce e gli shudra (servitori) dai piedi.
Il primo in Occidente a concepire l'universo come un grande organismo fu il filosofo greco Anassagora che in opposizione al meccanicismo atomistico pensava all'esistenza di un Nous (mente) che organizzasse il cosmo risollevandolo dal caos originario.
Una teoria organicista presentata come una reale organizzazione politica è presumibilmente quella presentata da Agrippa Menenio Lanato ai plebei secessionisti contro i patrizi romani nel 493 a.C.
Secondo il magistrato romano, il corpo sociale e quello umano sarebbero equivalenti, e così come uno sciopero degli arti contro lo stomaco porterebbe alla morte per inedia di tutto l'organismo, alla stessa maniera la separazione fra patrizi e plebei porterebbe entrambe le classi sociali all'estinzione. Questo discorso, espresso sotto forma di apologo alla plebe sul Monte Sacro risultò talmente convincente da far mutare parere ai secessionisti, e ricompattò il popolo di Roma.
Platone (427 a.C. – 347 a.C.) nei dialoghi del Timeo e della Repubblica suggerisce una forma di società perfetta che si strutturi in tre classi che ripropongono le tre parti dell'anima che convivono in armonia nell'uomo giusto e saggio:
- classe dei lavoratori (popolo, caratteristica la temperanza (sophrosúnê); parte dell'anima: concupiscibile)
- classe dei guardiani (phylakes o guerrieri, caratteristica il coraggio (andreia); parte dell'anima: irascibile)
- classe governativa (filosofi-reggitori, caratteristica saggezza (sophía); parte dell'anima: razionale)

Aristotele (384 a.C. - 322 a.C.), partendo dal presupposto che l'uomo sia «un animale politico», sottintende la necessità dell'organizzazione sociale e teorizza che le società naturali (come la famiglia) siano organi intermedi dell'organismo più grande che è la polis. Nelle pagine iniziali della sua opera Politica scrive: «il tutto precede necessariamente la parte, perché tolto il tutto, non ci sarà più né il piede né la mano» conseguentemente «la città è per natura anteriore all'individuo.»

### Cristianesimo
In epoca cristiana la chiesa (ovvero la società dei fedeli) viene considerata il corpo mistico del Cristo, e lo stesso Paolo di Tarso sostiene che i cristiani sono le membra d'un corpo il cui capo è il Nazareno:
La concezione organicistica religiosa si ritrova nella metafora evangelica dell'unica vite di cui Gesù Cristo è la pianta viva e tutti gli altri sono i tralci alimentati da Lui (cfr. Gv 15,5).

### Medioevo
Nel Medioevo la visione organicista - di derivazione cristiana - è diffusa e considerata alla base dell'ordine feudale.
I teorici medievali paragonano le varie classi e funzioni sociali della società fortemente gerarchizzata del mondo feudale ai singoli organi ed apparati di un corpo umano: Giovanni di Salisbury, che nella sua opera Policraticus del 1159 non a caso riprende l'apologo di Menenio Agrippa vedendo nel principe il capo, nel senato il cuore, nei giudici e negli altri funzionari gli occhi, le orecchie e la lingua, nei soldati le mani, nei consulenti i fianchi, negli ispettori l'intestino, nei contadini i piedi.
La Scolastica afferma una visione organicistica dell'essere umano, secondo la quale l'anima è l'unica forma sostanziale e l'unico principio unificatore che regola e coordina tutte le operazioni del corpo verso l'unico fine dell'assimilazione, crescita e riproduzione, a loro volta subordinati all'autoconservazione della persona.

### Età moderna

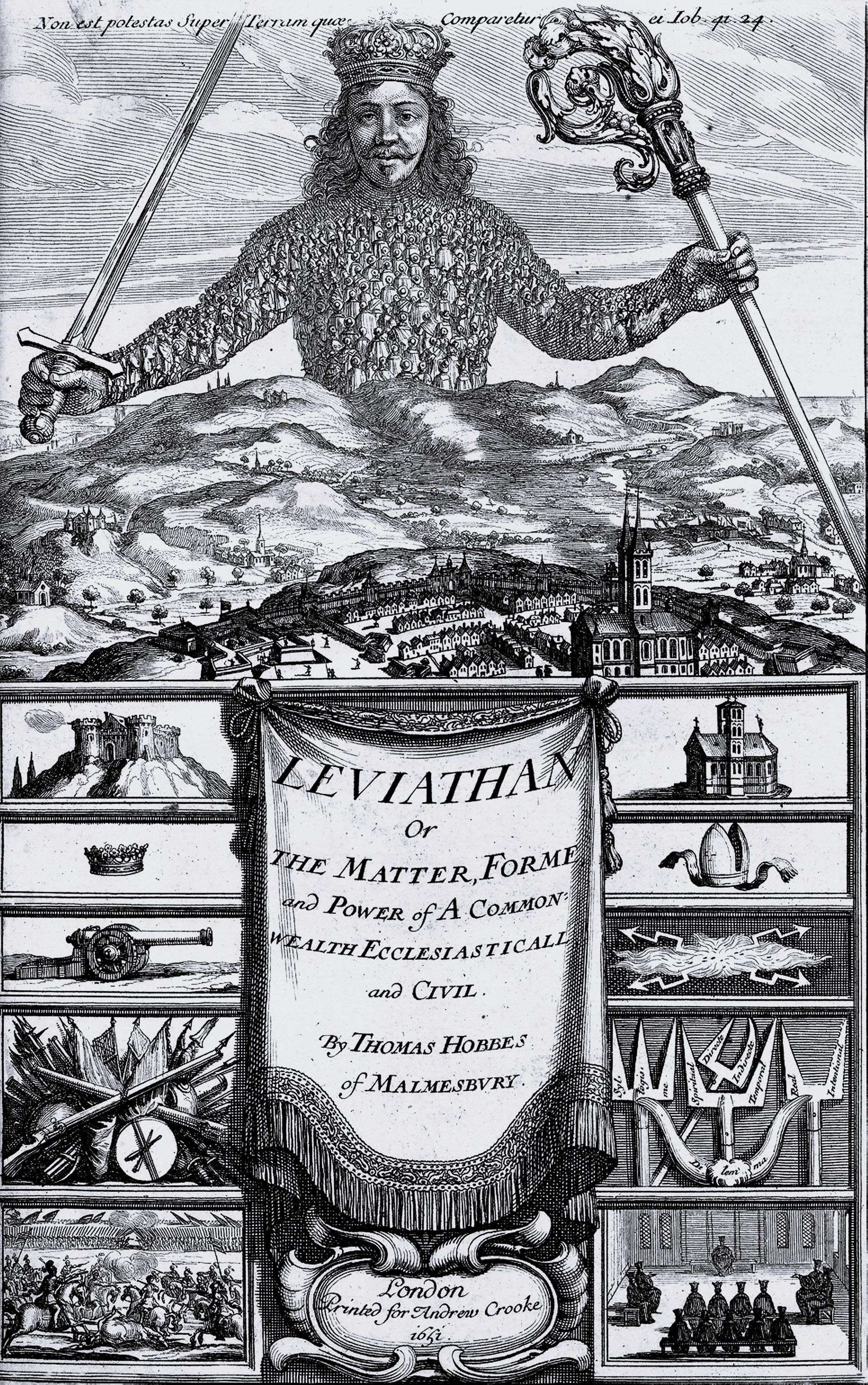
Frontespizio del "Leviatano"

Il Rinascimento - attraverso la riscoperta del Platonismo e sotto la suggestione dell'umanesimo (che concepiva l'uomo come metro d'ogni cosa) riprende la dottrina organicista sia dal punto di vista funzionale che da quello metaforico. L'idea della società ordinata armonicamente attraverso le diverse funzioni dei suoi organi in vista di un governo sano si ritrova nelle concezioni politiche di Giordano Bruno, Marsilio Ficino e Tommaso Campanella.
Tuttavia proprio durante il XVI secolo, l'affermarsi del concetto di individuo inizia a corrodere la concezione organicista, tanto che il massimo pensatore politico di quegli anni, Machiavelli, esprime teorie politiche del tutto incentrate sulle singole personalità eccezionali, come quella del Principe, e su una concezione atomistica della società.
La concezione atomistica sarà alla base anche della visione empiristica di Locke e di Hume e del liberalismo classico. In questo senso sono legati a questa tradizione Montesquieu e Kant e pur nel superamento Rousseau.
L'organicismo è comunque molto bene rappresentato, nell'epoca moderna dalla visione di Thomas Hobbes, che lo propone come rimedio per una umanità che per istinto naturale e primigenio tende a soddisfare i propri egoismi sopraffacendo gli altri. Lo stesso contratto sociale, chiamato Patto di Unione (Pactum Unionis), che è composto dal Patto di Società (Pactum Societatis) è il risultato di un Patto di Soggezione (Pactum Subiectionis), che, per non incorrere nella inevitabile autodistruzione della società, consiste nella rinuncia di ciascuno al proprio diritto originale (su tutto e su tutti) ceduto a un terzo (il Sovrano) verso il quale è suddito assolutamente obbediente e a cui potrà ribellarsi solo se questi attenta al diritto inalienabile alla vita.
Nella concezione hobbesiana lo Stato assoluto è un grande corpo le cui membra sono i singoli cittadini: tale è il senso della copertina del trattato di Hobbes del 1651 che raffigurava il Leviatano un gigante costituito da tanti singoli individui; il gigante regge in una mano una spada, simbolo del potere temporale, e nell'altra il pastorale, simbolo del potere religioso.
Successivamente, nella filosofia della natura di Schelling e in generale delle dottrine degli idealisti la codificazione di teorie come quella di Fichte si sposta sul nazionalismo, e sullo statalismo, arrivando a considerare le intere nazioni come organismi. All'interno dell'Idealismo però è Hegel il pensatore politico più importante: la sua concezione dello Stato come stato etico costituisce la vetta dell'organicismo moderno, che segna anche in maniera indelebile il pensiero politico tedesco dell'800. Con il suo statalismo, Hegel influenzerà direttamente ed indirettamente anche la filosofia politica del '900. In questo senso va considerato il pensiero politico di Gentile.
Anche Marx e il Marxismo, seppur criticando e rileggendo in senso economicistico la filosofia hegeliana del diritto e dello Stato, hanno una visione organicista della società, in contrapposizione al liberalismo atomistico e individualistico. 
In opposizione al positivismo l'organicismo diviene la teoria prevalente in biologia, che vede l'essere vivente non come l'effetto meccanico della somma delle sue parti costituenti ma come una totalità strutturata finalisticamente.

### Età contemporanea
Nell'età contemporanea, Alfred North Whitehead schierandosi con le critiche antipositivistiche designò la sua filosofia come organicismo di un universo concepito come un divenire di eventi uniti da «prensioni» sensoriali. Egli tentò una mediazione tra l'istanza filosofica e la visione scientifica del mondo e formulò una metafisica organicistica, basata sulle idee di Leibniz e di Bergson. In particolare egli sostituiva alle monadi di Leibniz, intese come sostanze, il concetto di relazione esaminato anche dal punto di vista della fisica relativistica e della logica matematica nelle opere Il concetto di natura (1920) e Principi della conoscenza naturale (1921)
Le teorie di Whitehead sono state riprese e sviluppate in Italia da Enzo Paci nella sua opera di ispirazione husserliana Tempo e relazione (1954)
Nell'ambito sociologico si interessarono all'organicismo anche Auguste Comte e Herbert Spencer (Principi di sociologia del 1876) che tuttavia considerava questa teoria politica più come una metafora esplicativa che una realtà che, per le complicate connessioni di tipo psicologico, non trovava corrispondenze nell'organismo animale.
Infine, dottrine organicistiche quali il nazismo e il comunismo - appoggiandosi alle più diverse correnti di pensiero come il razzismo o il classismo - entrano in polemica con il liberalismo di stampo giusnaturalista. La polemica, peraltro, era condivisa anche da teorici di parte opposta, che contrapposero un'«organica» e integratrice concezione della comunità internazionale alle regole, giudicate meramente «meccanicistiche», dell’allora Società delle Nazioni: "l’immagine idealizzata del Reich fa già da sfondo all’utopia «paneuropea» che, negli anni fra le due guerre mondiali, ebbe quale assertore il conte Richard von Coudenhove Kalergi".

## I presupposti teorici e le conseguenze
Presupposto fondamentale dell'organicismo è l'impossibilità dell'individuo isolato. Già Aristotele aveva postulato, infatti, che solo un Dio od una bestia potevano vivere separati dai propri simili, l'uomo giammai. L'individuo, infatti, quando nasce è inerme, e può sopravvivere solo grazie alle cure parentali. Si sviluppa all'interno di una società e cresce grazie ai rapporti coi propri simili. Con essi collabora e realizza le proprie imprese. Quando è vecchio o malato, dai propri simili ottiene aiuto e protezione. Per il pensiero organicista, dunque, l'individuo è in tutto o in parte dipendente dai propri rapporti sociali.
Conseguenza di ciò è che gli individui non sono detentori di diritti di per sé stessi, ma per grazia della società in cui vivono.
Il paragone fra corpo sociale e corpo organico, inoltre, porta talvolta a individuare negli individui dai comportamenti antisociali una forma di "malattia sociale": i criminali sono così considerati come il cancro della società, una visione che - soprattutto nel XIX secolo - si è andata sommando a considerazioni analoghe nei confronti dei malati di mente, dei vagabondi e in generale degli individui non produttivi. 
La concezione razzista della società nazionale ha poi spinto all'estremo questa ipotesi, suggerendo che le minoranze allogene interne ad un corpo nazionale possano essere considerate a loro volta come "tumori" da estirpare nelle più disparate maniere. Il colmo di questa concezione si è raggiunta con la Germania nazista, mentre - mutatis mutandis - gli stessi concetti, applicati però su base classista anziché razziale, hanno mosso le azioni delle dittature comuniste in Unione Sovietica, Cina e in molti altri paesi marxisti.

## Organicismo "debole" ed organicismo "forte"
È possibile individuare due forme sostanzialmente differenti di organicismo: una prima, "debole", basata su una visione metaforica della società come organismo, che mutua dalla biologia modelli ed espressioni per comodità di teorizzazione, ed una, "forte", invece, che sostiene l'effettiva "biologicità" della società e dello stato concepito come un vero e proprio organismo vivente ed agente secondo le medesime leggi che regolano i corpi degli individui: